# 飛騨市文化交流センター
飛騨市文化交流センター（ひだしぶんかこうりゅうセンター、英語: Hida City Cultural Communication Center）は、岐阜県飛騨市古川町若宮二丁目にある多目的ホールを中核とする複合施設。飛騨市の文化施設が集中する「飛騨市文化村」の一角にある。運営は指定管理者の特定非営利活動法人ひだ文化村が行っている。

## 設計
設計者は金沢工業大学教授で金沢計画研究所を主宰する水野一郎である。飛騨市中心部の公共施設群と合わさることによる利便性と街の賑わい創出、一体化交流拠点の役割を持たせ、市民の日常的な練習・制作・発表の場としての側面と公演・興行・催事の鑑賞の場としての側面の2つを両立させることを意識した設計になっている。施設内はホール、練習室、ボランティア活動室の3つの機能を明確に区分し、「コミュニティロード」や「光庭」でこれらを分離・結合させている。
敷地面積は25,873.96m2、建築面積は4,338.53m2、延床面積は5,617.82m2である。鉄骨鉄筋コンクリート構造と鉄筋コンクリート構造に一部鉄骨構造の地上2階地下1階建てで、1階にスピリットガーデンホール、小ホール、楽屋、音楽練習室、練習室兼リハーサル室、2階に和室練習室、ワークショップルーム、プレイルーム、スタッフルーム兼会議室などがある。小ホールは105席で、毎月8日に「ランチタイムコンサート」を開催している。設計には飛騨市の個性が盛り込まれ、雪国としての性格を雁木風のコロネードに、瀬戸川沿いの街並みから白壁やくぼみ、緩やかな曲線を借用しており、景観条例に合わせて寺院の屋根の高さを超えないようにしている。中庭側の曲線を用いたデザイン性の高さに対して、高山本線に面した側の外観は鼠色の平面的な箱型を呈し、無機質で無表情である。
文化交流センターの敷地は営林署の跡地であり、飛騨市美術館、飛騨の山樵館、飛騨市古川郷土民芸会館、飛騨市古川町公民館（総合会館）、飛騨市古川町総合保健福祉センター「ハートピアふるかわ」が先行して建設されていた。これら4施設に外観や規模の統一性はなかったが、文化交流センターと回廊（コロネード）の建設によって統一感を創出した点が評価できると西澤泰彦は評した。文化交流センターを含めた5つの施設の間の中庭には音楽をテーマにした地元出身作家（中垣克久）による彫刻が21点屋外展示されており、庭園美術館としての機能を持たせている。中庭は4つに分かれ、中央に舞台がある。以上の施設群は「飛騨市文化村」と総称される。

### スピリットガーデンホール

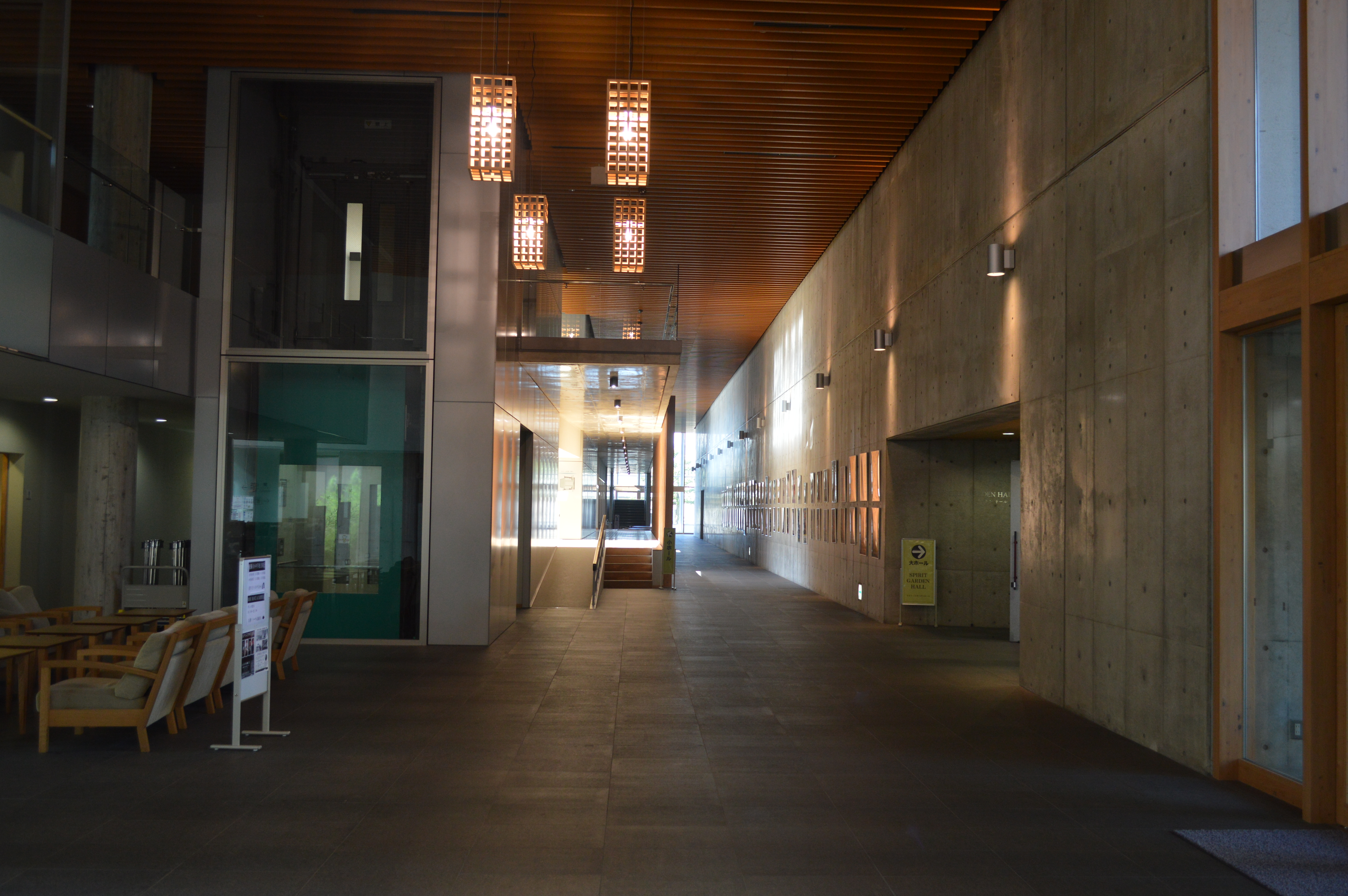
館内（2016年10月）
画像右手がスピリットガーデンホール

大ホール（スピリットガーデンホール）がこの施設の中心となり、主にクラシック音楽の演奏会への利用を想定していることから、可動式の反射壁を配置してソロからオーケストラまで広く対応できるように工夫している。付近に高山本線が通っていることから、振動や音の影響を受けぬようホールは高山本線から遠い広場側に設置された。ホールの名称「スピリットガーデンホール」は、武満徹が旧古川町のために作曲した『スピリット・ガーデン（精霊の庭）』に由来する。
座席は、全市民が楽しめるように親子席、車椅子席、桟敷席も設け、内装に飛騨市の伝統である木工を採用した。座席数は702席で、2012年（平成24年）度の稼働率は約30%である。

## 歴史

### 音楽の町のホール建設計画

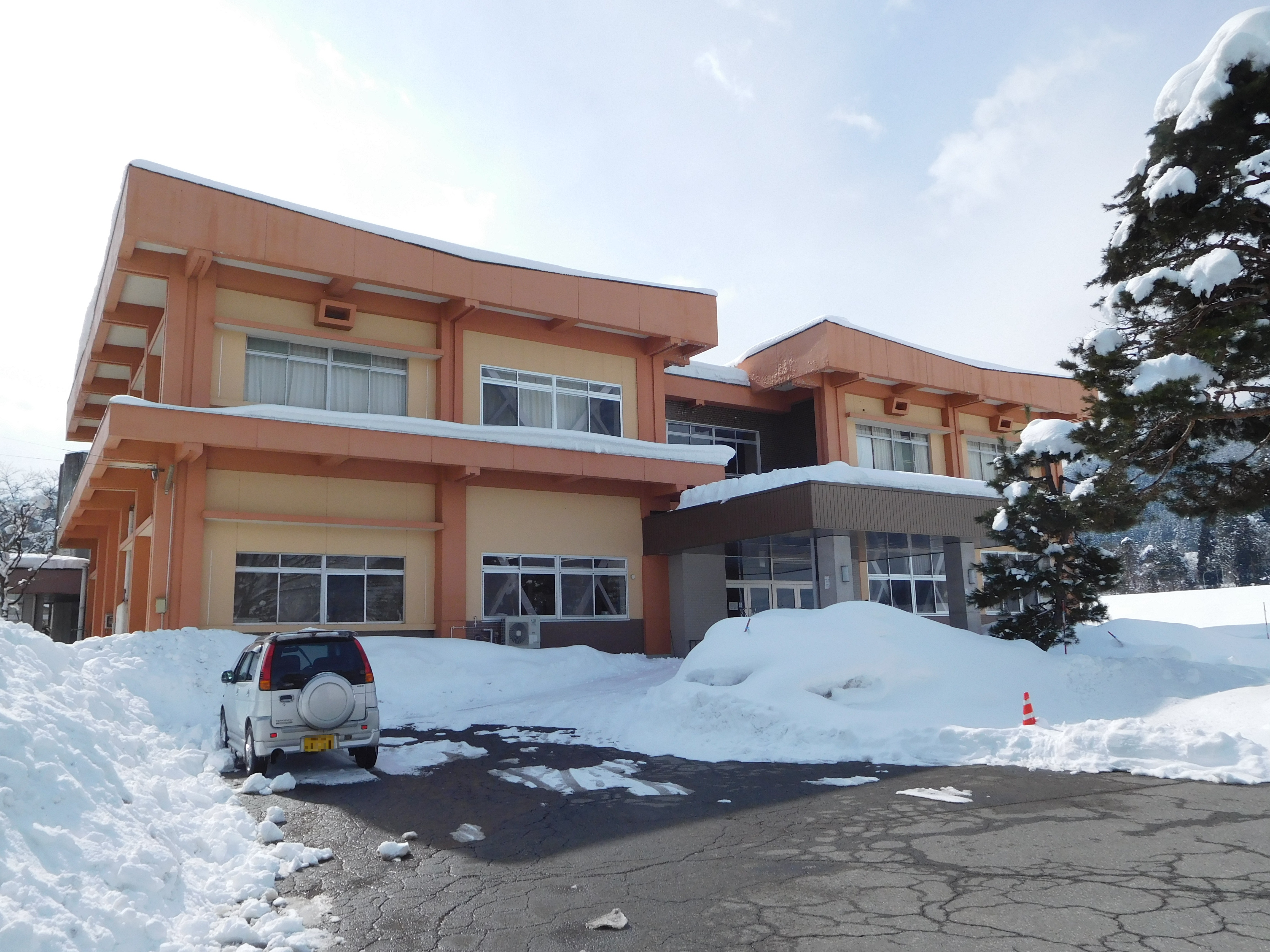
古川町の音楽団体の活動拠点であった千代の松原公民館
一時取り壊しの危機にあったが、回避されている。

飛騨市発足前の吉城郡古川町は住民による音楽文化活動が盛んな地域であり、町当局もまちづくりの核の1つに音楽文化を活用しようとしていた。その中心的な存在であったのが1978年（昭和53年）5月5日に町民有志が設立した飛騨古川音楽文化協議会、通称「音文協」である。音文協は1980年（昭和55年）9月17日に東京フィルハーモニー交響楽団の飛騨古川公演の誘致に成功、古川町初のオーケストラ演奏会だったことから会場の古川町立古川小学校（現・飛騨市立古川小学校）には大勢の住民が鑑賞に訪れ、大盛況であった。音文協はこの収益と備品を古川町に寄付し、町は1981年（昭和56年）3月に古川町文化施設等整備基金条例を制定、音楽ホールの建設を目指し、『古川町第三次総合計画』にも計画推進が明記された。
音文協は東京フィルの演奏会後も日本国内のオーケストラの招待を続け飛騨古川国際音楽祭へと発展させる素地を作っただけでなく、古川町の小学生による「ひだふるかわ音楽の森合唱団」の設立に尽力した。古川町当局も1989年（平成元年）に「飛騨古川音楽大賞」を創設、第1回で大賞を受賞した武満徹は『スピリット・ガーデン（精霊の庭）』を、同回で創設記念賞を受賞した諸井誠は『竹林奇譚巻之壱「斐陀以呂波」』を、それぞれ古川町のために作曲した。こうした中、1990年（平成2年）文化庁の地域文化振興特別推進事業の1つに古川町の「ひだ古川音楽の森事業」が選定され、3年間の財政援助が得られることになった。「ひだ古川音楽の森事業」は当時の総合保養地域整備法（リゾート法）やふるさと創生事業の影響を受けて、飛騨古川国際音楽祭、芸術家村拠点作り、岐阜県のオーケストラ育成を掲げており、飛騨古川国際音楽祭の会場となる音楽ホールの建設が計画された。バブル景気を反映して芸術家村構想は、スポーツ施設の整備をも含んだ総事業費550億円の「古川黒内地区ニューリゾート基地構想」に発展したが、バブル崩壊により音楽ホールの建設もろとも中止された。
それでも2001年（平成13年）度からの『古川町第五次総合計画』では音楽ホールを含む生涯学習センター建設が盛り込まれ、宮川河川改修工事の一環で取り壊し危機にあった千代の松原公民館の代替施設が求められていた。

### 開館へ
2002年（平成14年）1月、『飛騨古川中心市街地再生計画』が策定され、その中で生涯学習機能とホール機能を持つ複合施設の建設が提唱された。複合施設の具体案を作成するために「飛騨古川まちづくり検討委員会」も立ち上がった。その中で当初古川町側が提示した座席数は500席であったが、公開委員会の場で座席数増加の要望が出されて議論が紛糾し、最終的に702席、うち固定席を690席とすることで決着した。さらにこの計画作りに参画した住民がNPO法人ひだ文化村を設立し、飛騨市から委託を受けて運営者となることも決定した。
そして2006年（平成18年）3月20日に建物が完成し、6月3日に大小のホールを持つ飛騨市文化交流センターとして開館した。建設費は27億6900万円で、財源は合併特例債から14億円、まちづくり交付金から10億5900万円と旧古川町の基金2億円も活用した。施工者は株式会社洞口、電気音響は内田音響設計室が担当した。そのうち大ホールは、上述の武満徹にちなんで「スピリットガーデンホール」と命名された。センターは日本建築家協会優秀作品選2007、2007年中部建築賞、日本建築学会作品選奨2009を受賞した。

### 開館後
古川町の基金は8億円あったため、建設に投入した2億円を除いた分は、開館後の運営費に回された。開館から1年の稼働率は50%を超え、多くの市民に親しまれる施設となった。2007年（平成19年）9月8日、2004年（平成16年）の台風23号で不通となった高山本線の全線復旧式典を飛騨市の主催で開催した。
2011年（平成23年）7月2日、開館5周年記念に東京都交響楽団の演奏会を実施した。このときの演奏会では『スピリット・ガーデン』の名でCD化され、1000枚限定で文化交流センターにて販売された。2015年（平成27年）7月2日、開館10周年にDRUM TAOの演奏会を開催、同年7月24日にはでんぱ組.incのライブツアー「かがやきツアー2015」をスピリットガーデンホールで開催し中川翔子もステージに上がった。
2015年（平成27年）2月13日、開館10周年記念事業として、オペラ「天生」の初演が上演された。脚本・台本・演出は、荒井間佐登。作曲・指揮は、伊藤康英。出演、水口聡、大村博美ほか。管弦楽は、AMOチェンバーオーケストラ。
2016年（平成28年）8月26日に公開された新海誠監督のアニメーション映画『君の名は。』では、飛騨市内の飛騨古川駅や気多若宮神社、飛騨市図書館などがモデルとして作中に登場した。しかし飛騨地方にあった唯一の映画館である高山旭座は2014年（平成26年）に閉館し、飛騨市民が『君の名は。』を見るためには片道1時間半をかけて富山市（TOHOシネマズファボーレ富山）まで行く必要があることから、モデルとなった場所であるにもかかわらず映画を見られていない飛騨市民が多かった。そこで飛騨市では映画公開前から上映会ができないかどうか東宝と交渉しフィルム確保等の問題から難航していたが、11月6日に飛騨市文化交流センターで同日のみ3回の上映が決定した。市民限定で販売されたチケットは1時間ほどで完売し、当日はそのチケットが全席自由席であったため、各上映回とも良い席を求めて2時間前から行列ができた。上映では新海監督から飛騨市へのビデオメッセージも公開された。3回の上映で1,950人の市民が鑑賞したが、この上映でチケットを買えなかった市民が多数いたことから、12月11日に追加上映が行われる予定である。

## 交通
- JR高山本線飛騨古川駅より徒歩約2分[6][9][33]。飛騨古川駅の北側にある[8]。
- 東海北陸自動車道・中部縦貫自動車道飛騨清見ICから自動車で約30分[33]。駐車場は200台収容[6]。